# Asteropeia
Asteropeia är ett släkte av tvåhjärtbladiga växter. Asteropeia är enda släktet i familjen Asteropeiaceae.
Arter enligt Catalogue of Life:
- Asteropeia amblyocarpa
- Asteropeia densiflora
- Asteropeia labatii
- Asteropeia matrambody
- Asteropeia mcphersonii
- Asteropeia micraster
- Asteropeia multiflora
- Asteropeia rhopaloides